# コッパ・プラッチ
コッパ・プラッチ（Coppa Placci）は、イタリアのイモラからサン・マリノ共和国までを走破する、自転車競技、ロードレースのワンデイレースの名称。例年9月上旬ないし中旬に開催されていた。2009年まではUCIヨーロッパツアー1.HCカテゴリ。2010年に同ツアー1.1に格下げされたものの開催されなかった。例年9月上旬ないし中旬に開催されていた。
イモラ出身の自転車競技選手だった、アントニオ・プラッチにちなんで名づけられ、プラッチの死去から2年後の1923年に創設されたが、2011年、ジロ・ディ・ロマーニャと合併し、ジロ・ディ・ロマーニャ・エト・コッパ・プラッチとなったため、当レースは消滅した。

## 歴代優勝者
| 年        | 優勝者                           |
| --------- | -------------------------------- |
| 1923      | エネア・ダル・フィウーメ         |
| 1924      | エミリオ・ペティヴァ             |
| 1925      | エミリオ・ペティヴァ             |
| 1926      | エルマンノ・ヴァッラッツァ       |
| 1927      | アレアルド・シモーニ             |
| 1928      | ピエトロ・フォッサティ           |
| 1929-1945 | 中止                             |
| 1946      | ネド・ローリ                     |
| 1947      | 中止                             |
| 1948      | ルイジ・カゾーラ                 |
| 1949      | レンツォ・ソルダーニ             |
| 1950      | ジャコモ・ツァンピエリ           |
| 1951-1952 | 中止                             |
| 1953      | ルチアーノ・マッジーニ           |
| 1954-1961 | 中止                             |
| 1962      | フランコ・クリボリ               |
| 1963      | エルコーレ・バルディーニ         |
| 1964      | ギド・デロッソ                   |
| 1965      | ミケーレ・ダンチェッリ           |
| 1966      | フェリーチェ・ジモンディ         |
| 1967      | ルチアーノ・アルマーニ           |
| 1968      | 中止                             |
| 1969      | ロベルト・バッリーニ             |
| 1970      | ウーゴ・コロンボ                 |
| 1971      | ウーゴ・コロンボ                 |
| 1972      | ロジェ・デフラミンク             |
| 1973      | イターロ・ツィリオーリ           |
| 1974      | ロジェ・デフラミンク             |
| 1975      | フランチェスコ・モゼール         |
| 1976      | ファウスト・ベルトリオ           |
| 1977      | マリーノ・バッソ                 |
| 1978      | ジャンバッティスタ・バロンケッリ |
| 1979      | ジョヴァンニ・バッタリン         |

| 年   | 優勝者                         |
| ---- | ------------------------------ |
| 1980 | ジョヴァンニ・バッタリン       |
| 1981 | アルフィオ・ヴァンディ         |
| 1982 | アルフレド・キネッティ         |
| 1983 | マリーノ・アマドーリ           |
| 1984 | アカシオ・ダシルヴァ           |
| 1985 | シルヴァーノ・コンティーニ     |
| 1986 | ギド・ボンテンピ               |
| 1987 | マッシモ・ギロット             |
| 1988 | ピエルマッティア・ガヴァッツィ |
| 1989 | クラウディオ・キアプッチ       |
| 1990 | マウロ・ジャネッティ           |
| 1991 | ローラン・デュフォー           |
| 1992 | ヨハン・ブリュイネール         |
| 1993 | マキシミリアン・シャンドリ     |
| 1994 | アンジェロ・レッキ             |
| 1995 | フランチェスコ・カーザグランデ |
| 1996 | アンドレア・タフィ             |
| 1997 | ベアート・ツベルク             |
| 1998 | マウロ・ツァネッティ           |
| 1999 | ミルコ・チェレスティーノ       |
| 2000 | フランチェスコ・カーザグランデ |
| 2001 | パオロ・ベッティーニ           |
| 2002 | マッテオ・トサット             |
| 2003 | ダニーロ・ディルーカ           |
| 2004 | レオナルド・ベルタニョッリ     |
| 2005 | パオロ・ヴァロティ             |
| 2006 | リナルド・ノチェンティーニ     |
| 2007 | アレッサンドロ・ベルトリーニ   |
| 2008 | ルカ・パオリーニ               |
| 2009 | フィリッポ・ポッツァート       |